# Phaonia lamellata
Phaonia lamellata este o specie de muște din genul Phaonia, familia Muscidae, descrisă de Fang, Li și Deng în anul 1986.
Este endemică în Sichuan. Conform Catalogue of Life specia Phaonia lamellata nu are subspecii cunoscute.